# Comuna Zalîșanî, Poliske
Zalîșanî (în ucraineană Залишани) este o comună în raionul Poliske, regiunea Kiev, Ucraina, formată din satele Veresnea și Zalîșanî (reședința).

## Demografie
Componența lingvistică a comunei Zalîșanî
     Ucraineană (95,86%)
     Rusă (4,14%)
Conform recensământului din 2001, majoritatea populației comunei Zalîșanî era vorbitoare de ucraineană (95,86%), existând în minoritate și vorbitori de rusă (4,14%).